# Muscari parviflorum
Muscari parviflorum là một loài thực vật có hoa trong họ Măng tây. Loài này được Desf. mô tả khoa học đầu tiên năm 1798.